# BBC Radio 5 Sports Extra

Este es el logo de BBC Radio Five Sports Extra

BBC Radio 5 Sports Extra es una emisora nacional de radio digital, operada por la BBC, que se especializa sólo en cobertura deportiva adicional. Se trata de una estación hermana de la BBC Radio 5 Live que comparte instalaciones, presentadores y gestión y es también un departamento de la división de negocios BBC Norte. 
La estación sólo está disponible en radio digital, plataformas de televisión y en línea (on line).

## Historia
BBC Radio Five Live Sports Extra comenzó sus emisiones como parte de la expansión de la BBC en la radio digital con el lanzamiento de varias estaciones sólo digitales que complementaran la cobertura existente. Al momento de su lanzamiento, toda la cobertura radial de deportes estaba incluida dentro de la mezcla de noticias y deporte de la BBC Radio 5 Live, las frecuencias de onda larga de la BBC Radio 4 o en las estaciones de radio individuales de las estaciones de radio locales de la BBC . A medida que estas plataformas no podían dar lugar adecuadamente a todos los deportes adicionales, se puso en marcha un nuevo servicio: BBC Radio Five Live Sports Extra. La estación comenzó sus transmisiones a las 2:30 p. m. del 2 de febrero de 2002. Juliette Ferrington presentó el primer programa: el comentario del partido de Manchester United ante el Sunderland.
A pesar de que muchos de los derechos de televisión sobre acontecimientos deportivos están siendo fuertemente disputado por empresas comerciales como Sky Sports y la ITV Sport, la cobertura de deportes por radio de muchos eventos todavía está en manos de la BBC, siendo su principal competidor la estación comercial Talksport.
En 2007 la estación fue rebautizada, en línea con el resto de la red . El nuevo logo de la BBC Radio 5 Live Sports extra se convirtió en un logotipo circular de color verde; según la investigación, el color verde se eligió porque las personas lo asocian con el deporte.
En 2011 la estación, junto con la 5 Live, se trasladó a MediaCityUK en Salford, Greater Manchester.

## Transmisión
El mandato de la BBC Radio 5 Live Sports Extra es dar una mayor opción a los aficionados al deporte de la acción en vivo, ofreciendo una extensión al tiempo dedicado por la BBC Radio 5 Live. El servicio aspira a proporcionar un mayor valor agregado para sus abonados del conjunto de derechos deportivos que ya son propiedad de la BBC, ofreciendo una cobertura alternativa al de los otros servicios de la BBC. Todas las transmisiones de BBC Radio 5 Live Sports Extra deben ser la cobertura de deportes en vivo. (BBC Trust: el mandato de BBC Radio 5 Live Sports Extra) 
BBC Radio 5 Live Sports Extra se emite sólo en plataformas digitales. A diferencia de la estación hermana BBC Radio 5 Live Sports, no utiliza la frecuencia analógica. En cambio, el servicio está disponible en la radio digital DAB y en la televisión digital.